# Tórtoles de Esgueva
Tórtoles de Esgueva ist eine nordspanische Gemeinde (municipio) mit 387 Einwohnern (Stand: 2024) im Süden der Provinz Burgos in der autonomen Gemeinschaft Kastilien-León. Sie liegt im Weinbaugebiet Ribera del Duero und der gleichnamigen Comarca. In der Gemeinde besteht neben dem Hauptort Tórtoles die Ortschaft Villovela de Esgueva.

## Lage und Klima
Tórtoles de Esgueva liegt an der Esgueva in einer Höhe von ca. 845 m. Höchster Punkt der Gemeinde ist der Hornillo mit einer Höhe von 945 m. Die Provinzhauptstadt Burgos liegt etwa 80 km nordnordöstlich. Das Klima ist trotz der Höhenlage gemäßigt bis warm; Regen (ca. 540 mm/Jahr) fällt übers Jahr verteilt, Schnee und Frost sind äußerst selten.

## Bevölkerungsentwicklung
| Jahr      | 1970 | 1981 | 1991 | 2001 | 2011 | 2021 |
| Einwohner | 895  | 793  | 618  | 519  | 508  | 397  |

## Sehenswürdigkeiten
- Kloster Santa María la Real, im 12. Jahrhundert begründet
- Kirche San Esteban Protomártir in Tórtoles de Esgueva
- Kirche San Miguel Arcángel in Villovela de Esgueva
- Einsiedelei von San Isidoro

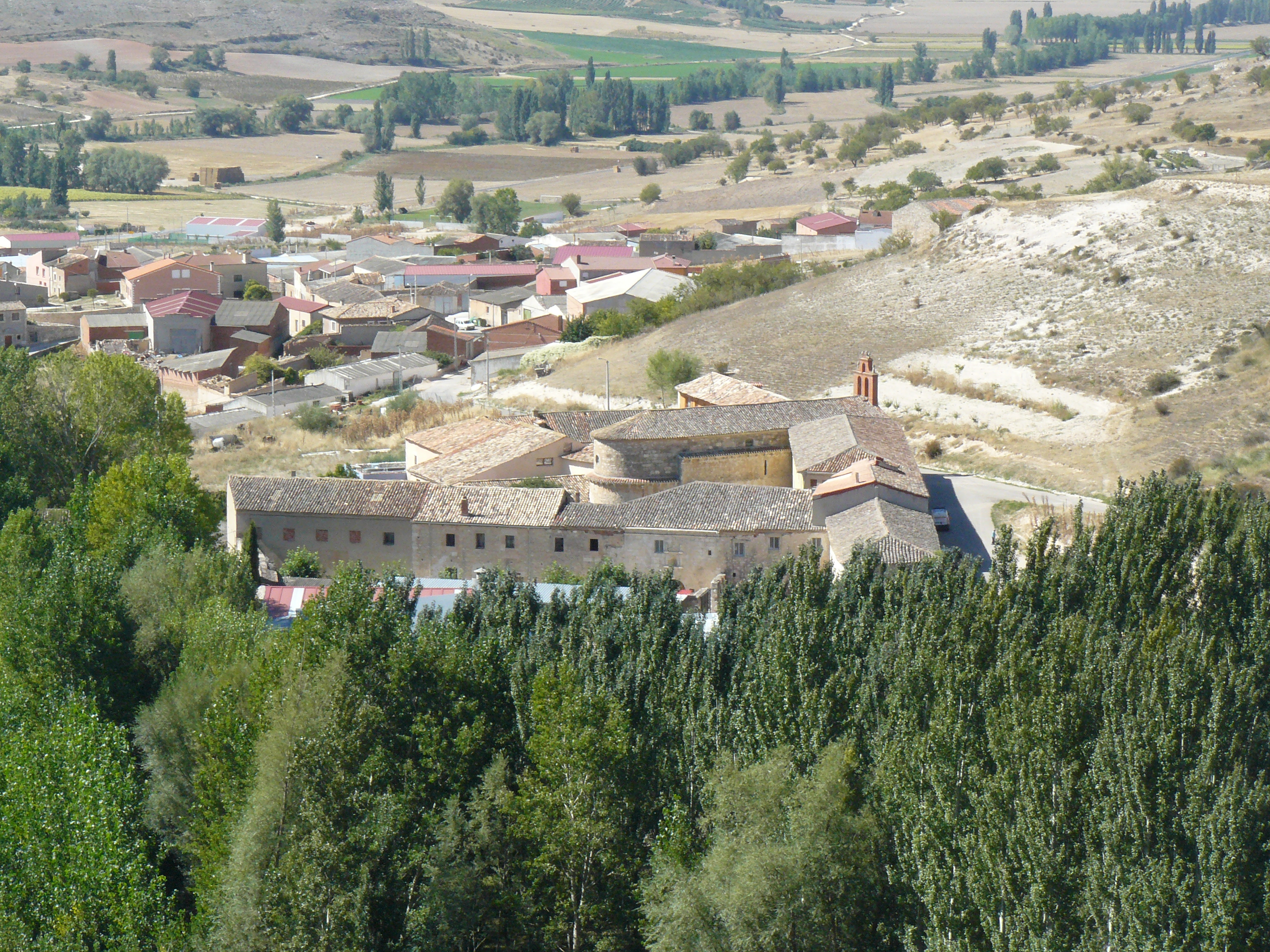
Kloster Santa María la Real (im Vordergrund)
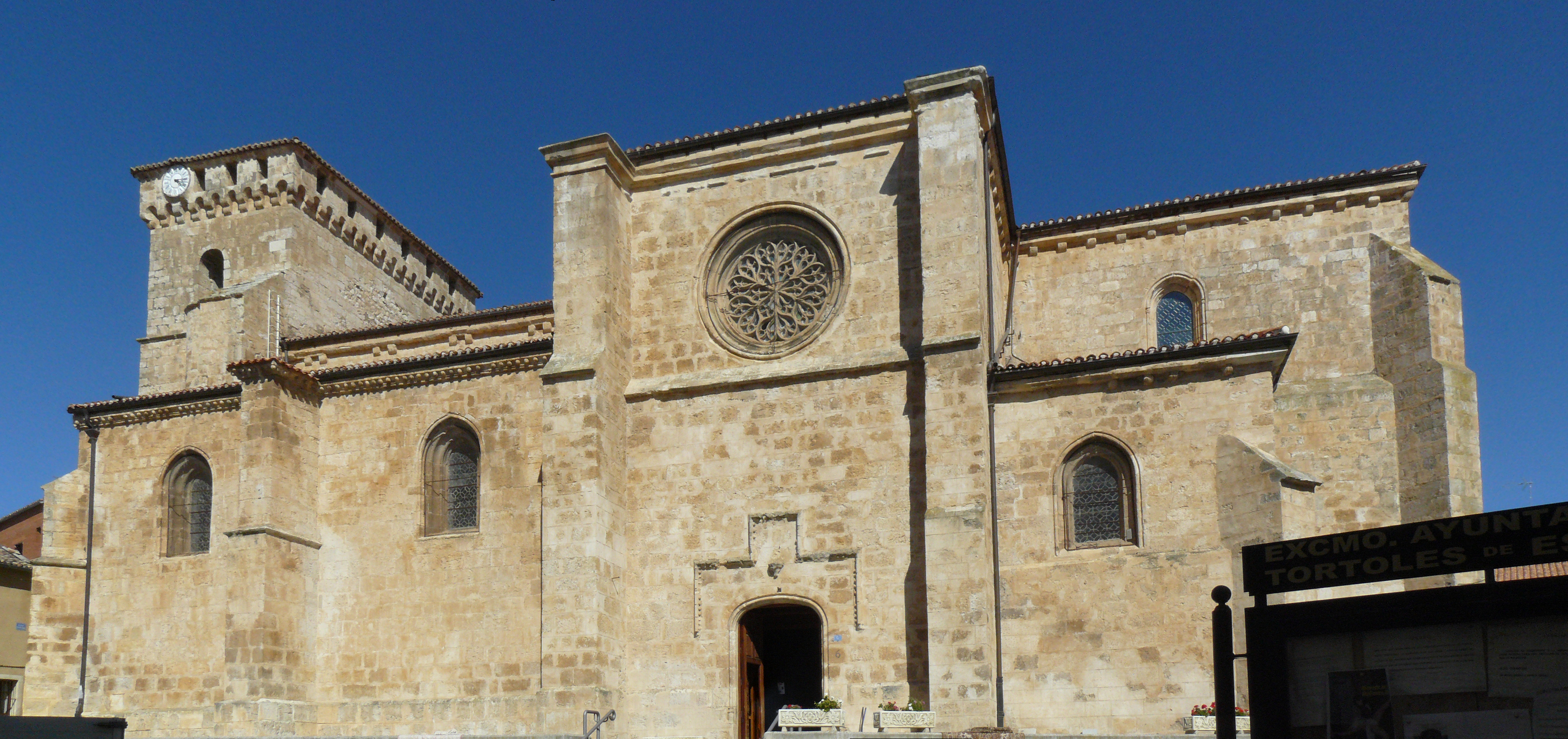
Kirche San Esteban Protomártir
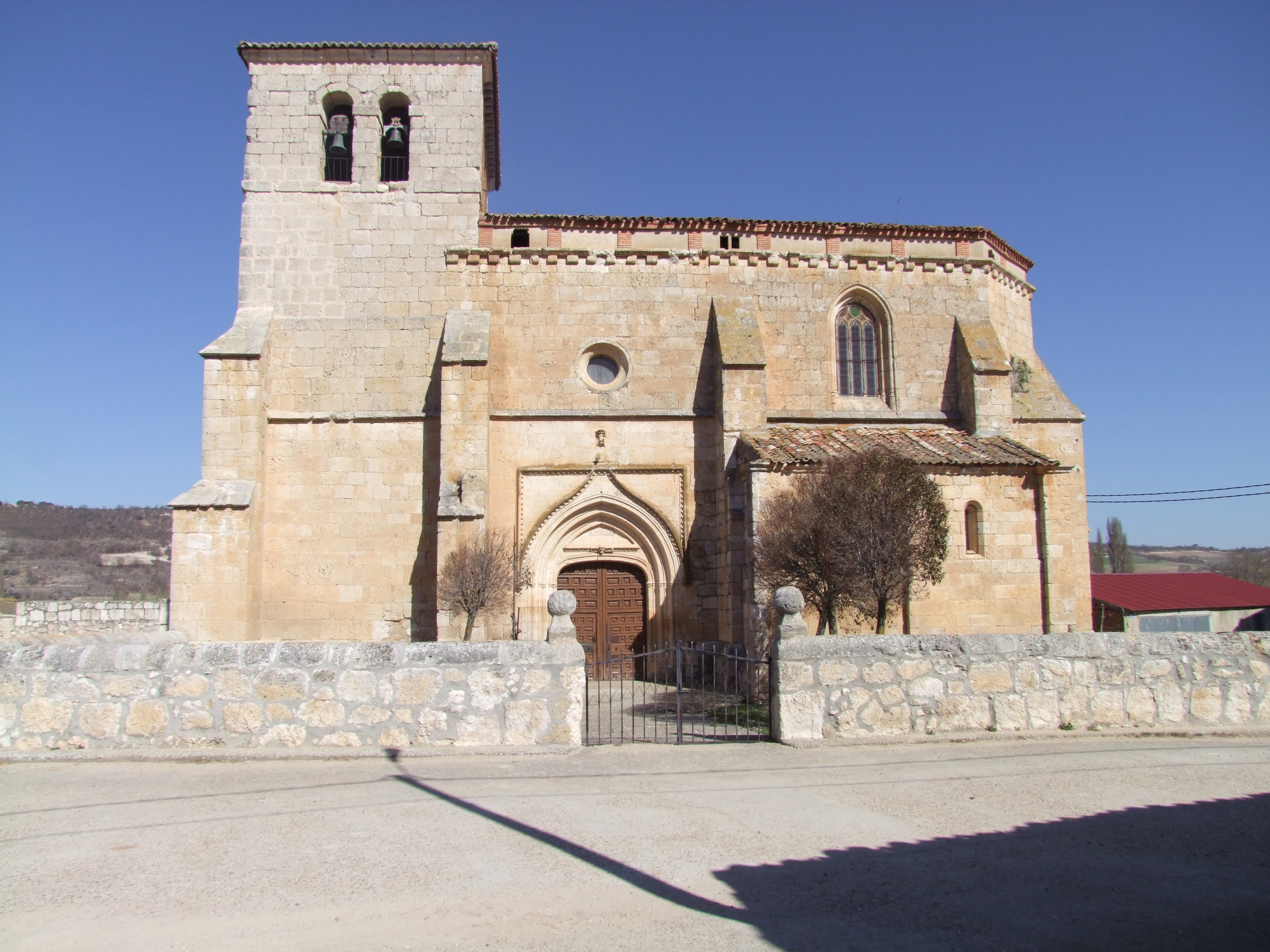
Kirche San Miguel Arcángel

## Persönlichkeiten
- Herakleios Delgado Esteban (1903–1971), Kaplan der Blauen Division